# Морган Тауншип (округ Грін, Пенсільванія)
Морган Тауншип (англ. Morgan Township) — селище (англ. township) в США, в окрузі Грін штату Пенсільванія. Населення — 2335 осіб (2020).

## Демографія
Згідно з переписом 2010 року, у селищі мешкало 2587 осіб у 1031 домогосподарстві у складі 737 родин. Було 1135 помешкань
Расовий склад населення:
| - 98,4 % — білих - 0,5 % — чорних або афроамериканців - 0,2 % — корінних американців |

До двох чи більше рас належало 0,9 %. Частка іспаномовних становила 0,9 % від усіх жителів.
За віковим діапазоном населення розподілялося таким чином: 21,7 % — особи молодші 18 років, 62,3 % — особи у віці 18—64 років, 16,0 % — особи у віці 65 років та старші. Медіана віку мешканця становила 42,3 року. На 100 осіб жіночої статі у селищі припадало 102,6 чоловіків;  на 100 жінок у віці від 18 років та старших — 97,5 чоловіків також старших 18 років.
Середній дохід на одне домашнє господарство  становив 57 808 доларів США (медіана — 41 538), а середній дохід на одну сім'ю — 58 978 доларів (медіана — 48 409). За межею бідності перебувало 14,4 % осіб, у тому числі 27,7 % дітей у віці до 18 років та 7,0 % осіб у віці 65 років та старших.
Цивільне працевлаштоване населення становило 1006 осіб. Основні галузі зайнятості: освіта, охорона здоров'я та соціальна допомога — 20,3 %, транспорт — 12,1 %, мистецтво, розваги та відпочинок — 10,0 %, сільське господарство, лісництво, риболовля — 9,2 %.